# Monument în memoria consătenilor căzuți în 1941-1945 (Pîcalova)
Monumentul în memoria consătenilor căzuți în 1941-1945 este un monument amplasat în Pîcalova, Unitățile Administrativ-Teritoriale din Stînga Nistrului, Republica Moldova. Este un monument istoric de importanță națională inclus în Registrul monumentelor Republicii Moldova ocrotite de stat cu nr. 2033 (raionul Rîbnița). Datează din 1965.